# Список кирлангичей Российского императорского флота

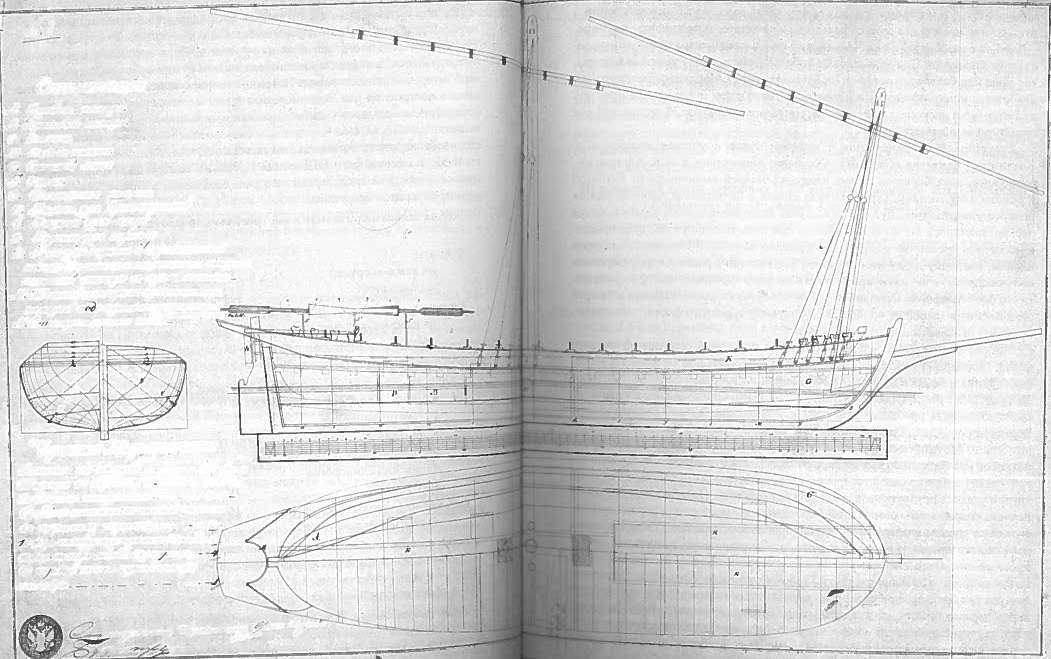
Чертёж кирлангича из фондов РГАВМФ

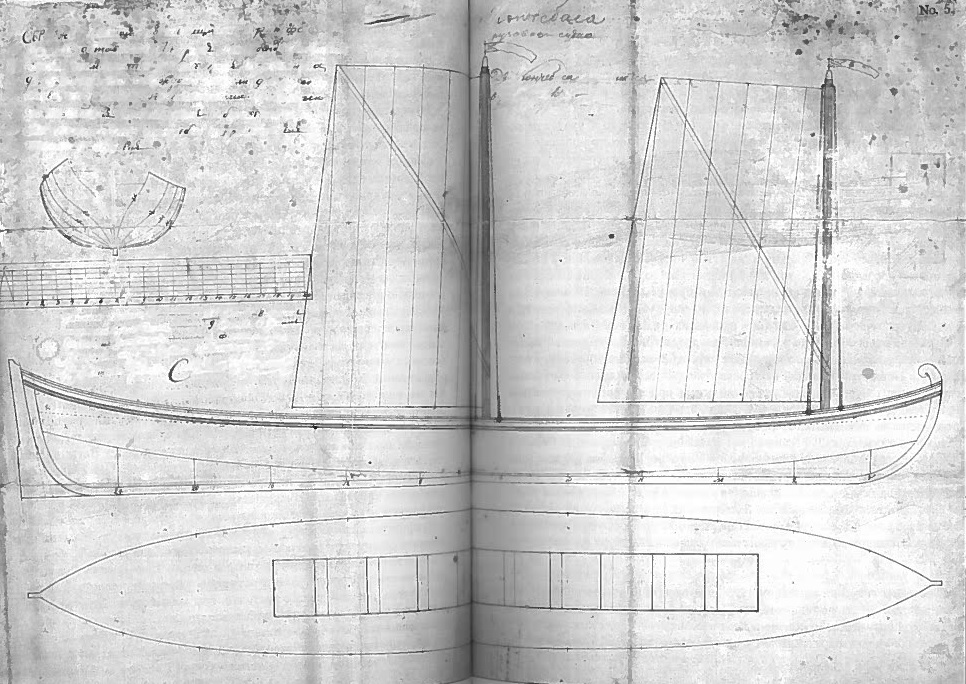
Чертёж турецкого кирлангича

В список включены все кирлангичи, состоявшие на вооружении Российского императорского флота.
Кирланги́чи (от тур. kırlangıç — ласточка) представляли собой одно-, двух- или трёхмачтовые быстроходные парусно-гребные суда с косым парусным вооружением. Суда этого типа были распространены в средиземноморских странах и применялись преимущественно для посыльной и разведывательной службы.
В составе Российского императорского флота суда данного типа использовались в небольшом количестве в конце XVIII века. В составе Черноморского флота находились 3 специально построенных и один купленный кирлангич. Несколько кирлангичей также несли службу в составе греческих корсарских флотилий, действовавших в Средиземном море в интересах России.

## Легенда
Список судов разбит на разделы по вхождению в состав флота и корсарских флотилий, раздел кирлангичей корсарских флотилий разбит на подразделы по отдельным флотилиям, внутри разделов суда представлены в порядке очерёдности включения их в состав флота или флотилии, в рамках одного года — по алфавиту. Ссылки на источники информации для каждой строки таблиц списка и комментариев, приведённых к соответствующим строкам, сгруппированы и располагаются в столбце Примечания.
- Размер — длина и ширина судна в метрах.
- Осадка — осадка судна (глубина погружения в воду) в метрах.
- Верфь — верфь постройки судна.
- Экипаж — общее количество членов экипажа.
- История службы — основные места и события.
- н/д — нет данных.

Сортировка может проводиться по любому из выбранных столбцов таблиц, кроме столбцов История службы и Примечания.

## Кирлангичи, входившие в состав флота
В разделе приведены все кирлангичи, входившие в состав Черноморского флота России.
| Наименование | Ор.   | Размер     | Осадка | Эк. | Верфь              | Вх.  | Вых. | История службы | Прим.                                            |
| ------------ | ----- | ---------- | ------ | --- | ------------------ | ---- | ---- | --- | ------------------------------------------------ |
| Ахилл        | 10/20 | 23,8 х 7,3 | 3,3    | 75  | Построен в Херсоне | 1792 | 1798 | Ежегодно с 1794 по 1798 год выходил в практические плавания в Чёрное море в составе эскадр. 16 (27) июля 1798 года внезапно налетевши шквалом был перевернут и затонул. Весь экипаж, за исключением одного матроса, погиб. Место гибели судна было обнаружено в 2013 году. | [ 2 ] [ 4 ] [ 5 ] [ 6 ] [ 7 ] [ 8 ] [ 9 ] [ 10 ] |
| Андрей       | н/д   | 22 х 7,5   | 3,8    | н/д | Шкловская верфь    | 1790 | 1800 | Сведений о плаваниях судов не сохранилось. По окончании службы были разобраны. | [ 2 ] [ 11 ] [ 12 ]                              |
| Григорий     | н/д   | 22 х 7,5   | 3,8    | н/д | Шкловская верфь    | 1790 | 1800 | Сведений о плаваниях судов не сохранилось. По окончании службы были разобраны. | [ 2 ] [ 11 ] [ 12 ]                              |
| Кир          | н/д   | 22 х 7,5   | 3,8    | н/д | Шкловская верфь    | 1790 | 1800 | Сведений о плаваниях судов не сохранилось. По окончании службы были разобраны. | [ 2 ] [ 11 ] [ 12 ]                              |

Помимо приведённых в таблице судов в книге Ф. Ф. Веселаго «Список русских военных судов с 1668 по 1860 год» есть упоминания о трофейном турецком кирлангиче, захваченном у Анапы в 1790 году. Однако сведений о дальнейшей судьбе этого судна, а также данных о включении его в состав российского флота не сохранилось.

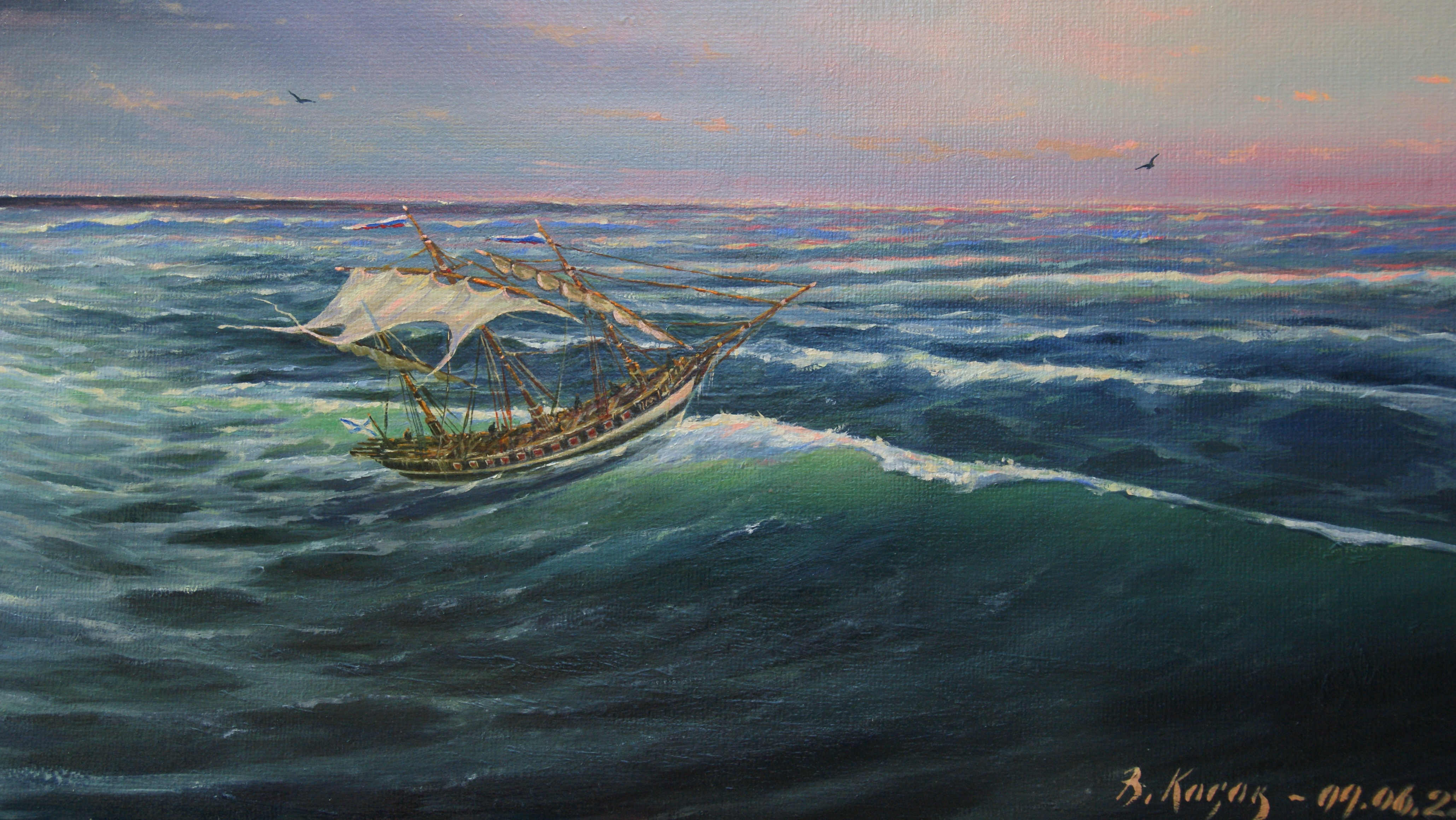
Кирлангич «Ахилл» на картине Владимира Косова «Гибель кирлангича „Ахилл“ у мыса Тарханкут»

## Кирлангичи, входившие в состав греческих корсарских флотилий

### Кирлангичи флотилии Качиони
В разделе приведены все кирлангичи, входившие в состав корсарской флотилии Ламбро Качиони. Сведения об особенностях конструкций этих судов, численности экипажей и местах постройки не сохранились.
| Наименование             | Ор.                                                                      | Вх.                                                                      | Вых.                                                                     | История службы | Прим.         |
| ------------------------ | ------------------------------------------------------------------------ | ------------------------------------------------------------------------ | ------------------------------------------------------------------------ | --- | ------------- |
| Великий князь Константин | 22                                                                       | 1788                                                                     | н/д                                                                      | Трофейные турецкие кирлангичи, захваченные «Минервой Севера» в апреле 1788 года. 7 (18) мая 1790 года судам удалось уйти из боя и укрыться на острове Цериго. | [ 14 ] [ 15 ] |
| Великий князь Александр  | 16                                                                       | 1788                                                                     | н/д                                                                      | Трофейные турецкие кирлангичи, захваченные «Минервой Севера» в апреле 1788 года. 7 (18) мая 1790 года судам удалось уйти из боя и укрыться на острове Цериго. | [ 14 ] [ 15 ] |
| Без названия             | 8                                                                        | н/д                                                                      | 1790                                                                     | Сдался алжирцам 7 (18) мая 1790 года. | [ 14 ] [ 15 ] |
| Без названия             | Сведений о конструкции, вооружении и времени службы судна не сохранилось | Сведений о конструкции, вооружении и времени службы судна не сохранилось | Сведений о конструкции, вооружении и времени службы судна не сохранилось | 7 (18) мая 1790 года кирлангичу удалось уйти из боя и укрыться на острове Цериго.                                                                             | [ 15 ]        |

### Кирлангич флотилии Лоренца
В разделе приведен кирлангич, входивший в состав корсарской флотилии Гульемо Лоренца. Сведения об особенностях конструкций этого судна, месте его постройки, а также времени нахождения в составе флотилии не сохранились.
| Наименование   | Ор. | Эк. | История службы                                                                                  | Прим.  |
| -------------- | --- | --- | ----------------------------------------------------------------------------------------------- | ------ |
| Святой Николай | 17  | 50  | Сведений о плаваниях судна не сохранилось. Ходил под командованием греческого капитана Пандема. | [ 14 ] |

### Комментарии
1. ↑  Наименование верфи и сведения о корабельном мастере не сохранились.
2. ↑  Был куплен и зачислен в состав флота.
3. ↑  Наименование судна не установлено.